# 1903年鐵路
此條目列出1903年發生有關鐵路運輸的事件。

## 事件

### 1月
- 1月31日：巴黎地鐵2號線北線由安特衛普站延長至巴尼奧雷站。

### 4月
- 4月2日：巴黎地鐵2號線北線由巴尼奧雷站延長至民族站。

### 5月
- 5月3日：默西鐵路電氣化[1]。
- 5月25日：縱貫線北段南延至苗栗。

### 6月
- 6月28日：大都會區域鐵路（英语：District Railway）延長至南哈洛站。

### 7月
- 7月1日：萍鄉至醴陵鐵路（現滬昆鐵路一部分）通車。
- 7月1日：南勢信號場（今南勢車站）啟用。
- 7月14日：東清鐵路長濱支線、長大支線通車。
- 7月27日：巴格達鐵路開工[2]。

### 8月
- 8月10日：發生巴黎地鐵列車火災（英语：Paris Metro train fire），84人死亡。

### 10月
- 10月5日：廣三鐵路通車。
- 10月7日：縱貫線北段南延至三叉河站（今三義車站），山仔腳停車場（今山佳車站）啟用。

### 12月
- 12月15日：縱貫線南段北延至他里霧驛（今斗南車站）。